# Ferenc Jánosi
Ferenc Jánosi (* 17. Juni 1938 in Miskolc; † 19. Februar 2023 in Budapest) war ein ungarischer Volleyballspieler.

## Leben
Ferenc Jánosi begann mit dem Volleyballspielen beim MEAFC in seiner Geburtsstadt Miskolc. Später war er bei 
Újpesti Dózsa aktiv, mit dem er sieben Meistertitel und zweimal den Ungarischen Volleyballpokal gewann.
Für die Ungarische Nationalmannschaft absolvierte Jánosi zwischen 1957 und 1970 196 Länderspiele. Dabei gewann er Silber bei der Europameisterschaft 1963 in Rumänien und gehörte zum ungarischen Kader bei den Olympischen Sommerspielen 1964 in Tokio. Ein Jahr später gewann er die Silbermedaille bei der Universiade 1965 in Budapest.
Ferenc Jánosi heiratete die Turnerin Anikó Ducza, von der er sich später scheiden ließ. Ihre gemeinsame Tochter war die Fechterin Zsuzsanna Jánosi.